# Rebound (sport)
Een rebound is een term uit de sport waarbij de bal na een mislukte poging tot scoren terugkaatst van het doel en bemachtigd wordt door een medestander c.q. tegenstander. Er zijn twee soorten rebounds: de offensieve rebound, waarbij de bal bemachtigd wordt na een mislukte scoringspoging van een medestander en de defensieve rebound, waarbij de bal bemachtigd wordt na een mislukte scoringspoging door een tegenstander. Met andere woorden: in het geval van een offensieve rebound blijft een team in balbezit, bij een defensieve rebound wordt er balverlies geleden.
In het voetbal wordt met rebound meestal een offensieve rebound bedoeld, in het basketbal wordt meestal een defensieve rebound bedoeld.